# Читадукале
Читадукале (итал. Cittaducale) је насеље у Италији у округу Ријети, региону Лацио.
Према процени из 2011. у насељу је живело 2411 становника. Насеље се налази на надморској висини од 504 м.

## Становништво
Према резултатима пописа становништва 2011. у општини је живело 6.900 становника.
| 1936. | 1951. | 1961. | 1971. | 1981. | 1991. | 2001. | 2011. |
| ----- | ----- | ----- | ----- | ----- | ----- | ----- | ----- |
| 4.620 | 5.301 | 4.887 | 4.817 | 5.506 | 6.434 | 6.542 | 6.900 |